# Fundación Caballero Bonald
La Fundación Caballero Bonald es una fundación española de carácter privado, situada en la ciudad de Jerez de la Frontera.
Sus objetivos principales son la promoción de la cultura y la literatura, a través del apoyo a la creación literaria y artística y la conservación y difusión de la obra del escritor jerezano José Manuel Caballero Bonald.
Además de seminarios, cursos, publicaciones, etc. una de sus actividades más destacables es el Congreso Anual de la Fundación Caballero Bonald, celebrado cada mes de octubre desde el año de su fundación (ya va por la XXI edición), así como su seminario permanente.

## Historia
La Fundación Caballero Bonald fue constituida el 29 de julio de 1998. 
La sede de la Fundación se encuentra en un edificio adquirido y remodelado por el Ayuntamiento de Jerez, inaugurado en diciembre del año 2000.

## Patronato
Las instituciones que integran el Patronato de la Fundación son: 
- Ayuntamiento de Jerez.
- Fundación Provincial de Cultura de la Diputación de Cádiz.
- Consejería de Cultura de la Junta de Andalucía.
- Cajasol.
- Universidad de Cádiz.

Además de representantes de estas instituciones, el patronato lo conforman la hija des escritor Julia Caballero Ramis en la presidencia, Fernando Domínguez Bellido y poetas andaluces como Felipe Benítez Reyes o Jesús Fernández Palacios como vocales de la fundación.
El Consejo Asesor lo conforman los siguientes poetas, escritores y traductores:
- Fernando González Delgado
- Manuel Ramos Ortega
- José-Carlos Mainer
- Manuel Gutiérrez Aragón
- Juan José Armas Marcelo
- Celia Fernández Prieto
- Miguel Casas Gómez
- Carlos Manuel López Ramos

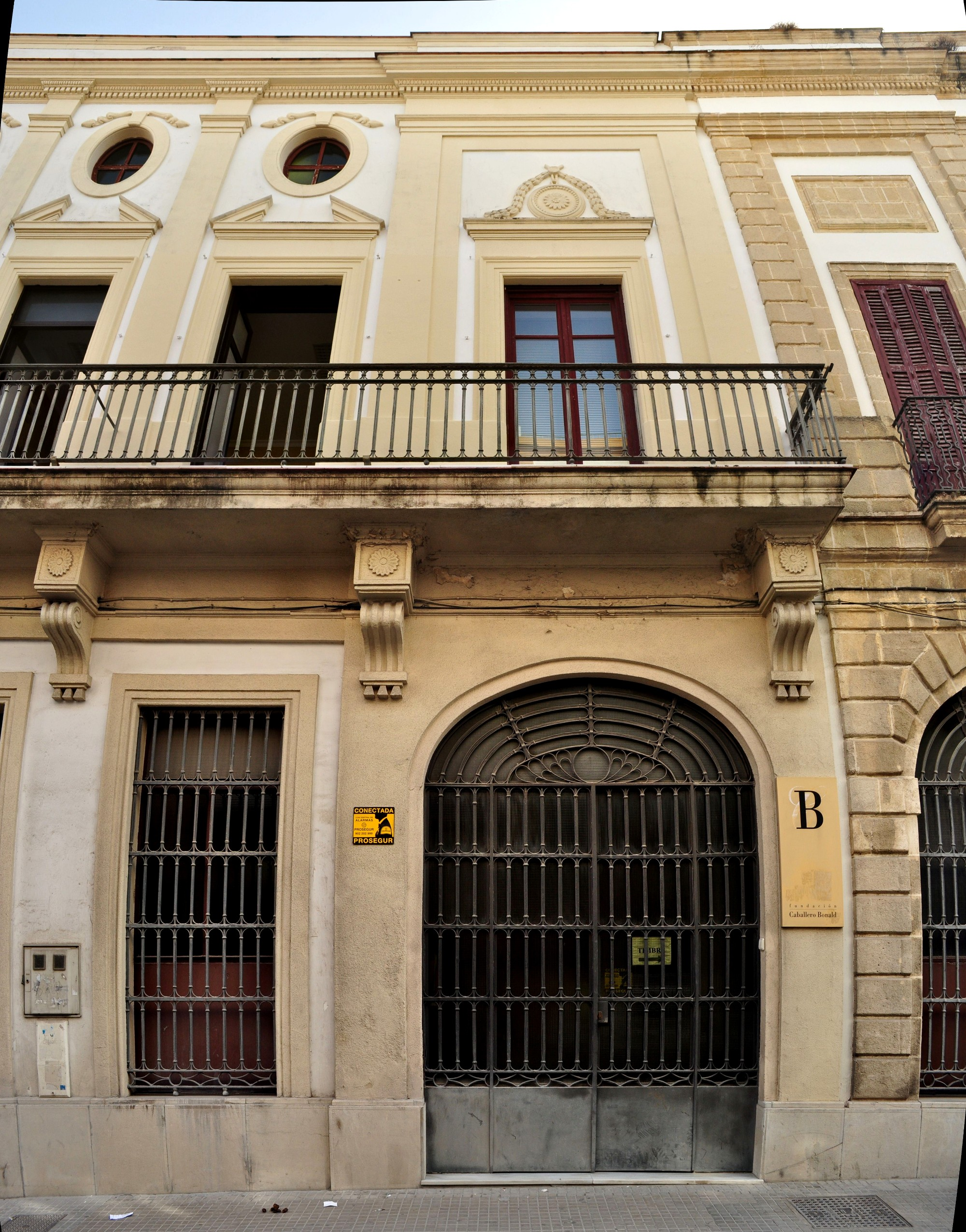
Sede de la Fundación Caballero Bonald.

Actualmente su gestora (directora de proyectos) es la poeta Josefa Parra, tras la jubilación de José María Pérez y de Fernando Domínguez.

## Objetivos

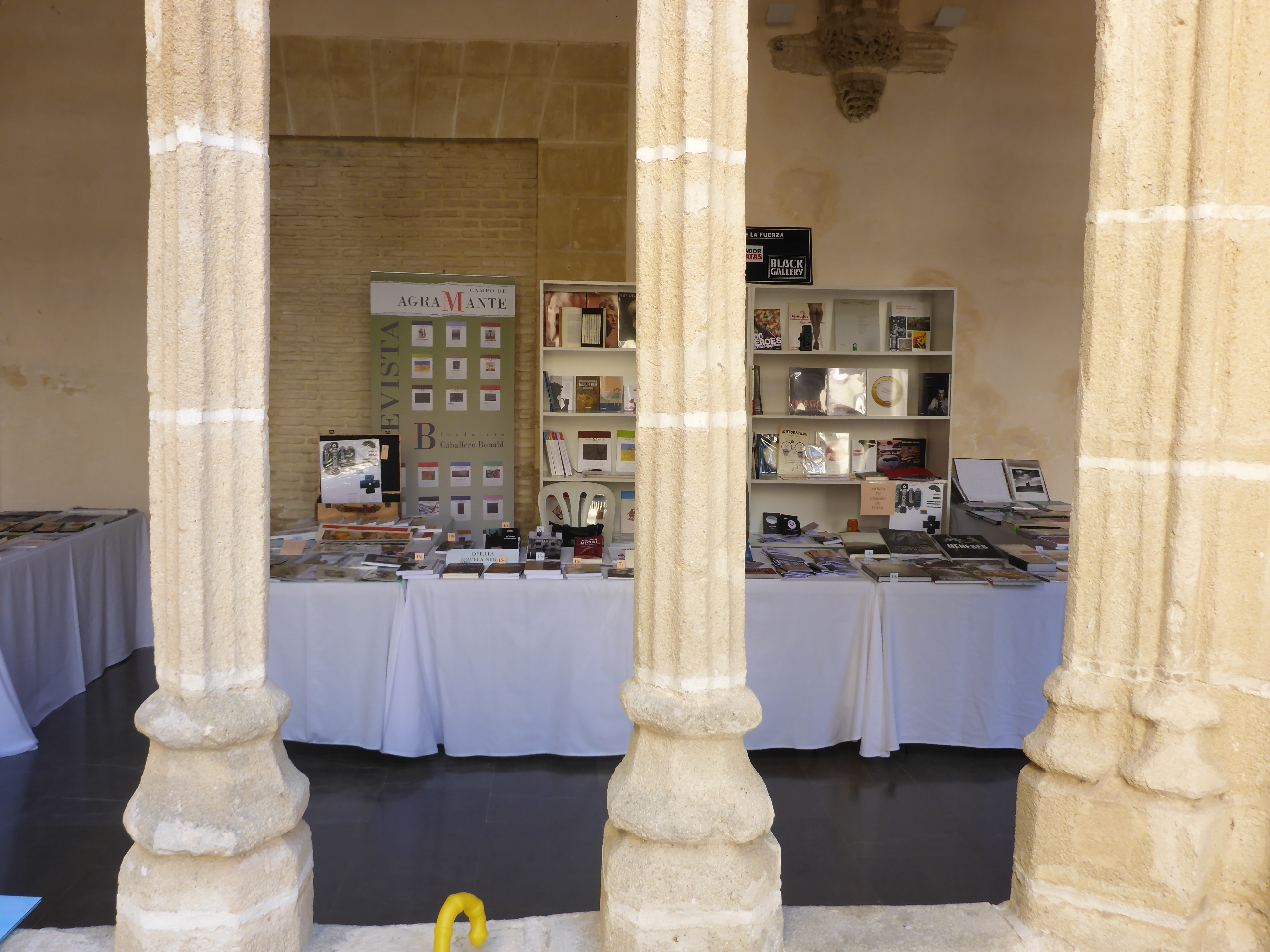
Stand de la Fundación en la Feria del Libro

La fundación ha definido en cuatro sus objetivos principales:
- Estudio y difusión de los fondos donados por el escritor José Manuel Caballero Bonald.
- Investigación literaria, centrada no sólo pero sí especialmente en la literatura española referente a la Generación del 50.
- Impulso de la creación y de la investigación a través de publicaciones, congresos, seminarios, becas, premios, etc.
- Tratamiento de la Fundación como un centro activo para los encuentros, las consultas de archivo y las exposiciones. 

## Congreso de la Fundación Caballero Bonald
Celebrado a finales de cada mes de octubre en Jerez de la Frontera, cada año aborda una temática diferente.
| Año  | Temática                                                                                      |
| ---- | --------------------------------------------------------------------------------------------- |
| 1999 | El grupo poético del 50, 50 años después                                                      |
| 2000 | Narrativa española (1950-1975). Del realismo a la renovación                                  |
| 2001 | Literatura y memoria: Un recuento de la literatura memorialística española en el último medio |
| 2002 | Cine y Literatura                                                                             |
| 2003 | Literatura y Sociedad. Un debate en los inicios del siglo XXI                                 |
| 2004 | Literatura e Historia                                                                         |
| 2005 | Narrativas Hispánicas: Un recuento                                                            |
| 2006 | José Manuel Caballero Bonald: 80 años: Summa vitae                                            |
| 2007 | Literatura y periodismo                                                                       |
| 2008 | Las sílabas del futuro: Una meditación sobre la literatura del siglo XXI                      |
| 2009 | Literatura y Naturaleza                                                                       |